# Bengkulu
Bengkulu là một tỉnh của Indonesia ở Tây Nam đảo Sumatra. Tỉnh lỵ và thành phố lớn nhất của nó là thành phố Bengkulu. Ngoài ra, tỉnh còn 8 huyện trực thuộc khác.
Kinh tế Bengkulu dựa vào khai thác than đá và nông, lâm, thủy sản.
Tháng 6 năm 2000, một trận động đất mạnh đã làm thiệt mạng ít nhất 100 người ở Bengkulu. Một loạt trận động đất hồi tháng 9 năm 2007 đã làm thiệt mạng 13 người.